# Helgeandsfäderna

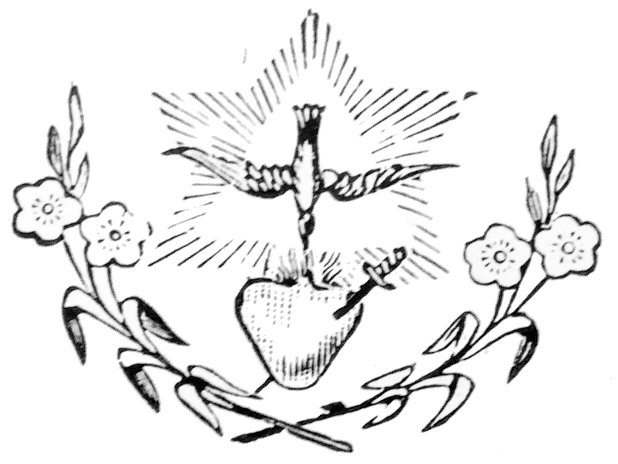
Helgeandsfädernas sigill.

Helgeandsfäderna eller Spiritanerna var en fransk missionskongregation grundad 1703 i Paris. Orden började som ett prästseminarium. På 1730-talet började de sända ut missionärer till de då franska delarna av Kanada, Nya Frankrike. De mötte hårt motstånd under den franska revolutionen och var då nära att upplösas. Orden fick nytt liv i början av 1800-talet då abboten Francis Libermann  (1802-1852), en judisk konvertit, startade upp verksamheten igen.
Liebermann grundade även Marias heliga hjärtas sällskap, som missionerade bland före detta slavar. 1948 slogs de två organisationerna ihop till en, som utvecklades till en framgångsrik missionsorganisation särskilt i Västafrika. Spiritanerna spreds över Europa och Amerika även om ordens missionärer främst var fransmän.
I den afrikanska missionen uppmanade Liebermann sina missionärer att försöka anpassa sig till den afrikanska kulturen och inte agera som översittare. De försökte även att utbilda präster i Afrika vilket dock var svårt på grund av latinet samt katoliska kyrkans krav på celibat för sitt prästerskap, vilket inte lockade många.
Marcel Lefebvre, Piusbrödernas grundare, var spiritan och missionär i Senegal där han blev först apostolisk vikarie och senare den förste ärkebiskopen av Dakar. Lefebvre var ordens högste ledare från 1962 till 1968.